# Keleti vándorsáska
A keleti vándorsáska (Locusta migratoria) a sáskafélék családjába tartozó, Eurázsiában, Afrikában és Ausztráliában honos sáskafaj. Nemének egyetlen faja. 

## Megjelenése
A keleti vándorsáska testhossza a hím esetében 29-40 mm, a nőstény 37-52 mm. Igen nagy, erőteljes testalkatú sáskafaj. Alapszíne zöld, barna vagy szürke. A fejen és a torpajzson sokszor kontrasztos sötét mintázat látható. A torpajzs középső gerince jól kifejezett. Hátsó lábszárai halvány vörösesek. Áttetsző, sötéten foltos szárnyai jól fejlettek, túlnyúlnak a potrohon. 
Vándorló, gregaria alakja csak szürkés vagy barnás, a torpajzs gerince nem emelkedik ki, sőt kissé besüllyedhet. Szárnyai valamivel hosszabbak. 
Nem ciripel. Találkozáskor mindkét nem képviselői rövid, kb. 2 másodperces kerepelő hangokat adnak ki. Repülés közben szárnyaival hangosan zörög.   

### Hasonló fajok
A szalagos sáska hasonlít hozzá.

## Elterjedése
Európában, Ázsiában, Afrikában (beleértve Madagaszkárt), Ausztráliában és Új-Zélandon honos. Európában délen és délkeleten, főleg a mediterrán térségben fordul elő. Magyarországon ritka, a Nyírségben, az Ecsedi-lápon, Hajdúhadházligetnél, a Kiskunságban ismertek állományai.

## Életmódja
Meleg- és nedvességkedvelő, többnyire vízközelben telepszik meg. Homoki gyepek, gyér növényzetű folyó- és tópartok, árterek, homokos-kavicsos bozótosok lakója. 
Kifejlett egyedeivel júliustól októberig találkozhatunk (a mediterrán vidékeken az imágók áttelelhetnek, így tavasszal, áprilisig láthatók). A nőstény a homokos talajba rakja a petéit, amelyek áttelelés után tavasszal kelnek ki. A lárvák 5 fejlődési stádiumon mennek át. 
A keleti vándorsáska azon fajokhoz tartozik, amely képes a sáskajárásra. Kedvező körülmények között a magányos formája (phasis solitaria) elszaporodik és a nagy népsűrűség okozta stressz hatására a lárvák vándorló (phasis gregaria) formává fejlődnek, amelyek hatalmas rajokba verődnek össze és minden ehető növényt megrágnak. A múltban (Magyarországon még a 20. század középső szakaszában is) időnként előfordultak sáskajárások, amelyek elpusztították a termést és éhínséget okoztak. A vándorsáska mára Európában természetes élőhelyének visszaszorulása miatt annyira megritkult, hogy vándorló formája egyáltalán nem figyelhető meg, de Afrikában és Ázsiában időnként továbbra is komoly gazdasági károkat okozhat. 
Magyarországon védett, természetvédelmi értéke 10 000 Ft.

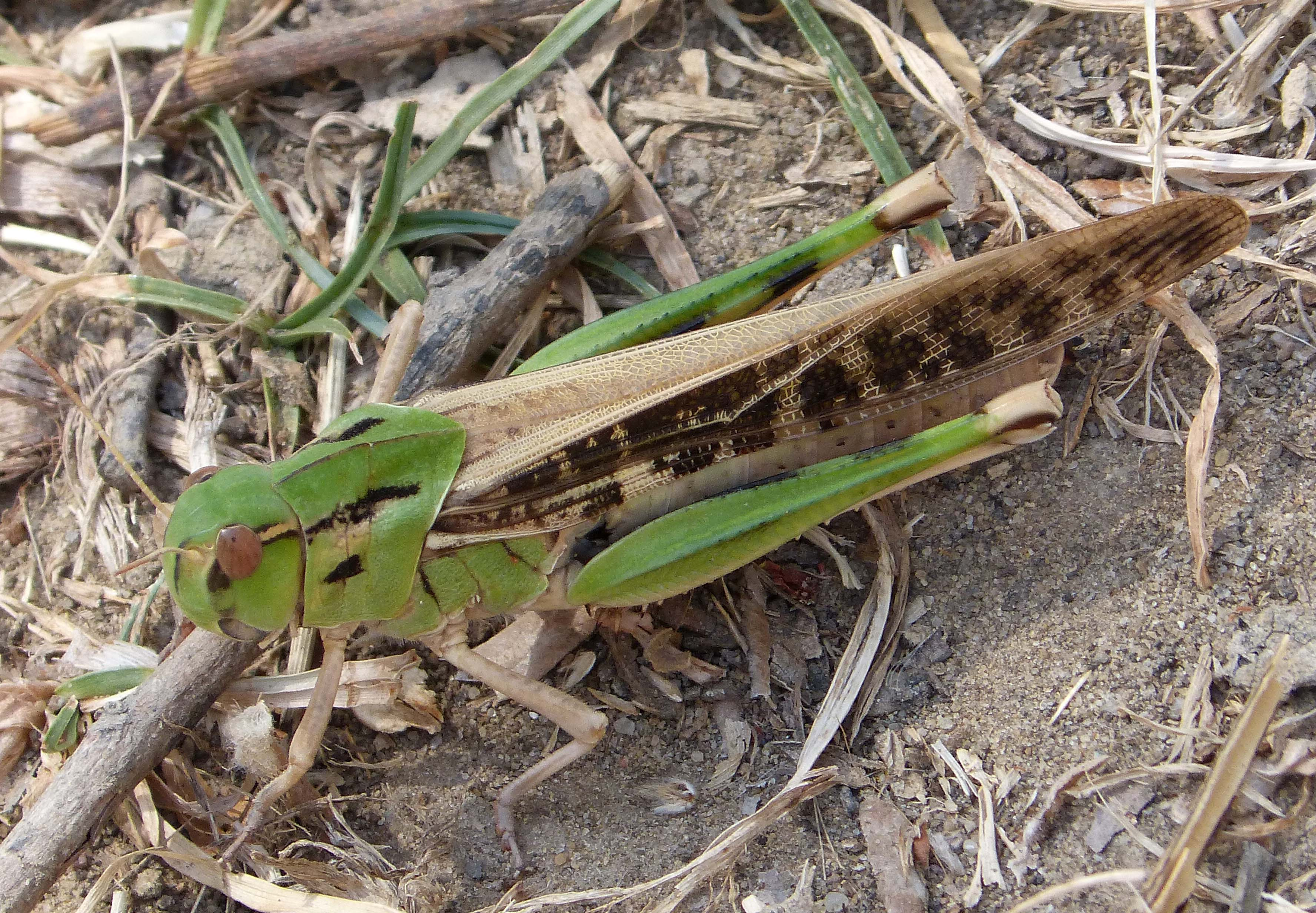
Magányos forma
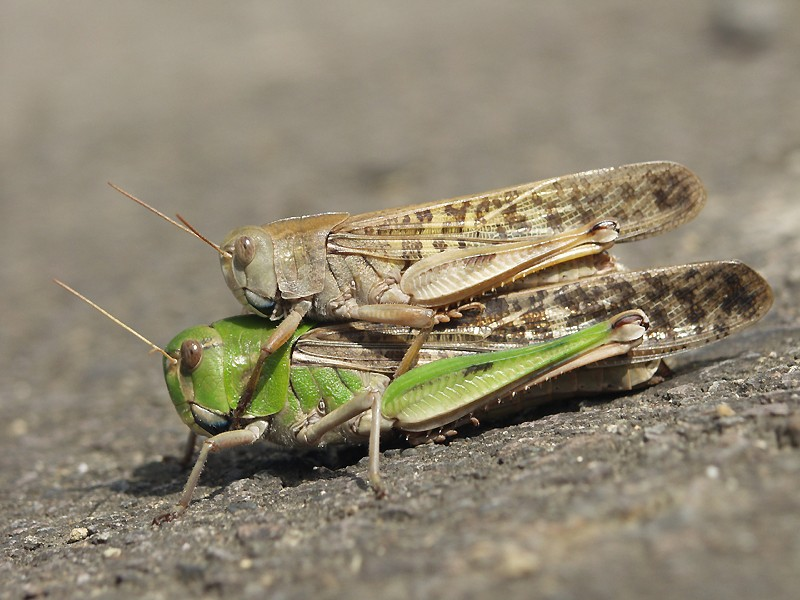
Hím és nőstény
- Szárnyra kapó nőstény
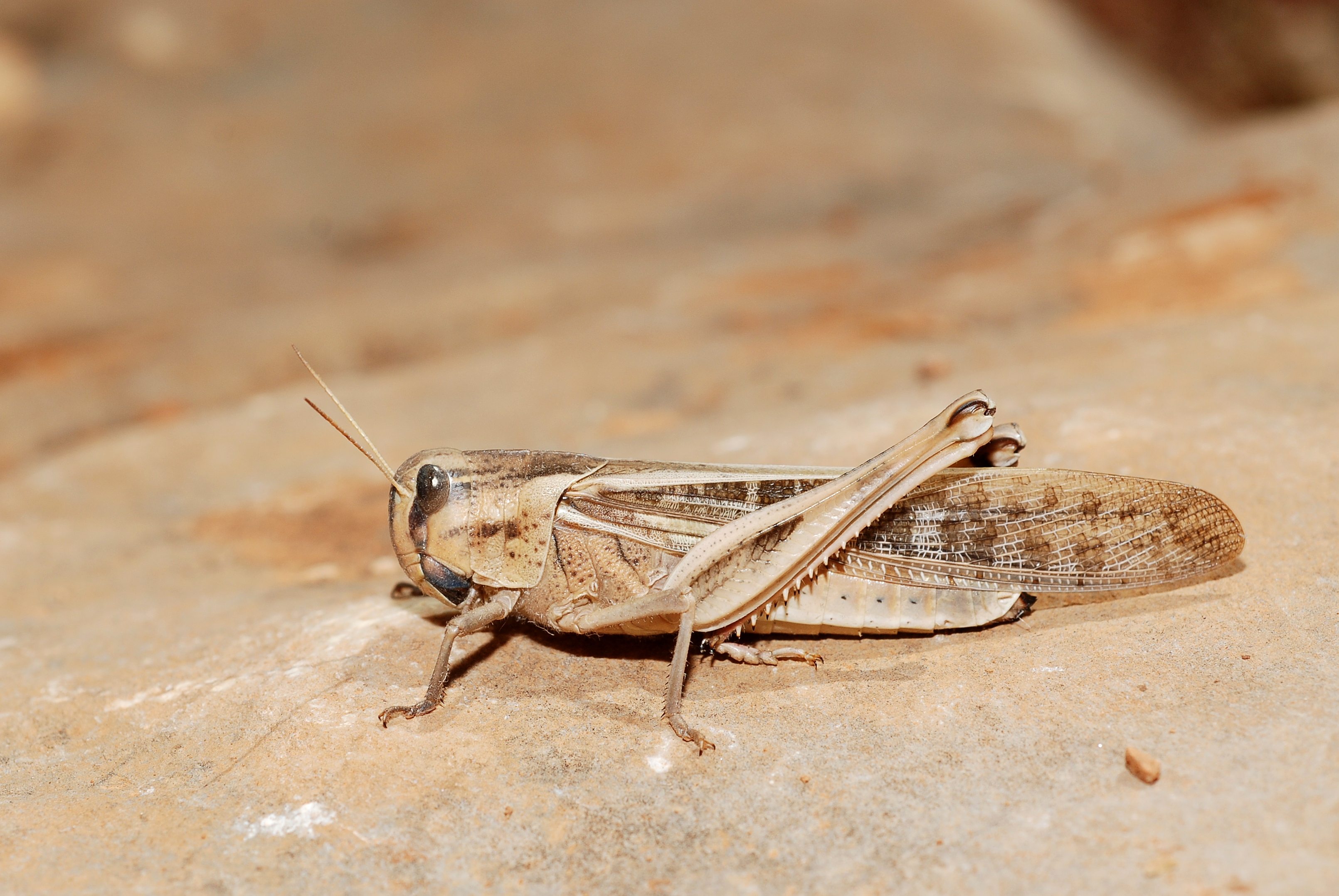
Vándorló forma
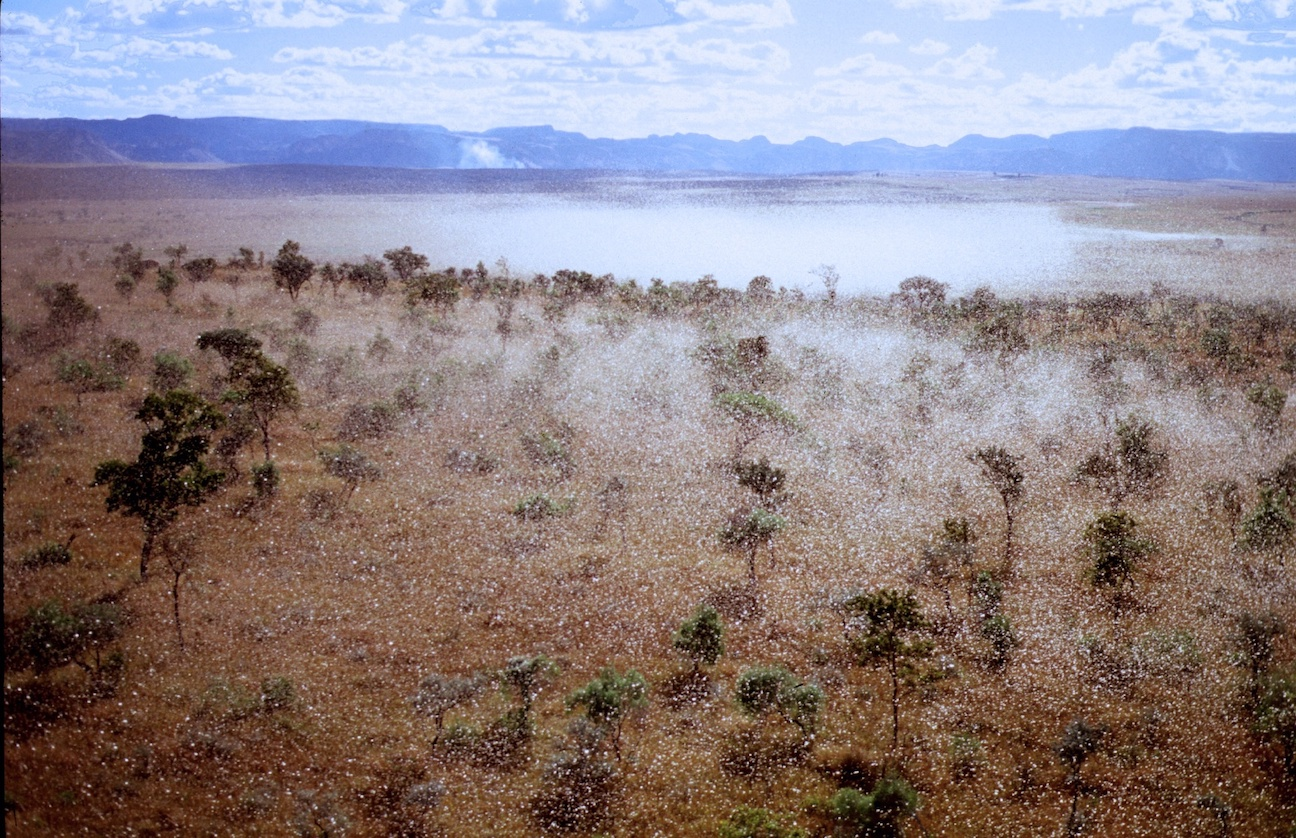
Sáskaraj (Madagaszkár)